# Charlotte Zolotow
Charlotte Zolotow, née Charlotte Gertrude Shapiro le 26 juin 1915 et morte le 19 novembre 2013, est une écrivaine, poète et éditrice américaine de livres pour enfants. Elle a écrit environ 70 textes de livres illustrés.
Les écrivains qu'elle a édités incluent Paul Fleischman (en), Paul Zindel, Mary Rodgers, Robert Lipsyte (en) et Francesca Lia Block (en).

## Biographie
Charlotte Shapiro est née à Norfolk, en Virginie. Elle étudie l'écriture avec Helen Constance White à l'Université du Wisconsin à Madison de 1933 à 1936, puis déménage à New York où elle commence à travailler chez Harper & Bros en tant que secrétaire de l'éditrice de livres pour enfants Ursula Nordstrom (en). Elle épouse Maurice Zolotow, biographe américain, en 1938. Ils divorceront en 1969. Leur fille Ellen est l'écrivaine connue sous le nom de Crescent Dragonwagon (en) et leur fils Steven est le champion de tournoi de poker Steve Zolotow (en). Elle a vécu à Hastings-on-Hudson (New York), où elle meurt à l'âge de 98 ans.

## Carrière
Le travail de Zolotow a été publié par plus de 20 maisons d'éditions différentes. Elle est rédactrice, puis éditrice, chez Harper & Row, qui s'appelait alors Harper & Brothers lorsqu'elle a commencé à y travailler. Elle est maintenant connue sous le nom de HarperCollins. Son poème « Missing You » de River Winding apparaît dans Best Friends, un recueil de poèmes, et « People » de All That Sunlight apparaît dans le recueil More Surprises (ces deux anthologies portent l'emblème « A Charlotte Zolotow Book »). Elle a contribué sur une histoire (intitulée Enemies et illustrée par Ben Shecter) de The Big Book for Peace où elle apparaît aux côtés d'autres auteurs et illustrateurs bien connus, dont Lloyd Alexander, Steven Kellogg (en) et Trina Schart Hyman (en).
Un des titres de Zolotow les plus largement conservés dans les bibliothèques de WorldCat est When the Wind Stops, un livre illustré édité par Ursula Nordstrom et publié en 1962 avec des illustrations de Joe Lasker. Il sera réédité en 1975 avec des illustrations de Howard Knotts, puis en 1995 avec des illustrations de Stefano Vitale. En juin 2014, la Children's Literature Association (en) a nommé ce dernier finaliste pour le Phoenix Picture Book Award (en), prix qui récompense chaque année un livre d'images ayant une valeur sur la durée et qui n'a pas remporté de prix majeur durant les 20 années précédentes. « Les livres sont considérés non seulement pour la qualité de leurs illustrations, mais aussi pour la manière dont les images et le texte fonctionnent ensemble».
En 1998, le Cooperative Children's Book Centre de la U.W. Madison School of Education (CCBC) a inauguré le Prix Charlotte Zolotow (en), « décerné chaque année à l'auteur du meilleur livre d'images publié aux États-Unis l'année précédente ». La médaille Caldecott de l'American Library Association est décernée à l'illustrateur d'un livre d'images pour enfants américains.

## Distinctions

### Récompense
- 2002 : Médaille Regina (en)[7]

### Nominations
- 1953 : Médaille Caldecott pour The Storm Book pour les illustrations de Margaret Bloy Graham[8]
- 1963 : Médaille Caldecott pour Monsieur le lièvre voulez-vous m'aider ? (Mr. Rabbit and the Lovely Present) pour les illustrations de Maurice Sendak[8]

## Œuvres
Certains des livres illustrés de Zolotow ont été révisés et édités à plusieurs reprises avec les illustrations d'artistes différents à chaque fois.
Liste non exhaustive :
- Le petit indien, Ed. des Deux coqs d'or, 1952 ((en) Indian Indian)illustrations de Leonard Weisgard
- Le Mot magique, Gautier-Languereau, 1953 ((en) The Magic word, 1952), 28 p.illustrations de Eleanor Dart
- Monsieur le lièvre voulez-vous m'aider ?, L'école des loisirs, 1970 ((en) Mr Rabbit and the lovely present, 1962)  (ISBN 2-211-01899-8)illustrations de Maurice Sendak
- Le petit chien noir, Ed. des Deux coqs d'or, 1972 ((en) The Little Black Puppy)illustrations de Lilian Obligado
- Et maman et moi, Flammarion, 1984 ((en) Some things go together, 1969), trad. Catherine Deloraine  (ISBN 2-08-171101-X)illustrations de Karen Gundersheimer
- Mon amie la vieille dame, Gallimard, 1984 ((en) I know a lady, 1984), trad. Marie Farré  (ISBN 2-07-039117-5)illustrations de James Stevenson
- J'aime bien être petite !, Flammarion, 1989 ((en) I like to be little), trad. Anne-Marie Chapouton  (ISBN 2-08-162883-X)illustrations de Erik Blegvad
- La Visite de la grande sœur, Éd. du Sorbier, 1989 ((en) May I visit ?), 30 p.  (ISBN 2-7320-3185-2)illustrations de Erik Blegvad
- Grande sœur et petite sœur, Éd. du Sorbier, 1990 ((en) Big sister and little sister), 29 p.  (ISBN 2-7320-3228-X)illustrations de Martha Alexander
- Le caniche qui aboyait au vent, Ed. du Sorbier, 1991 ((en) The poodle who barked at the wind), 29 p.  (ISBN 2-7320-3248-4)illustrations de June Otani
- Cette belle dame, Kaléidoscope, 1993 ((en) This quiet lady), trad. Catherine Deloraine  (ISBN 2-87767-104-6)illustrations de Anita Lobel
- La lune de Paris, Kaléidoscope, 1993 ((en) The moon was the best), trad. Isabel Finkenstaedt  (ISBN 2-87767-103-8)illustrations de Tana Hoban
- La poupée d'Auguste, Talents hauts, 2012 ((en) William's doll, 1972), 17 p.  (ISBN 978-2-36266-064-1)illustrations de Clothilde Delacroix
- Bonne nuit, Albin Michel jeunesse, 2015 ((en) Sleepy book), trad. Michelle Nikly  (ISBN 978-2-226-31584-7)illustrations de Vladimir Bobri
- Rien que pour toi, Didier jeunesse, 2015 ((en) A rose, a bridge and a wild black horse)  (ISBN 978-2-278-07808-0)illustrations de Uri Shulevitz
- Dis-moi, maman !, Gallimard jeunesse, 2016 ((en) Say it !), trad. Marie Ollier  (ISBN 978-2-07-066670-6)illustrations de Charlotte Voake